# Pichl bei Wels
Pichl bei Wels là một đô thị thuộc huyện Wels-Land thuộc bang Oberösterreich, Áo. Đô thị Pichl bei Wels có diện tích 26 km², dân số thời điểm năm 2006 là 2794 người.
Bản mẫu:Wels-Land